# Xã Cherokee, Quận Montgomery, Kansas
Xã Cherokee (tiếng Anh: Cherokee Township) là một xã thuộc quận Montgomery, tiểu bang Kansas, Hoa Kỳ. Năm 2010, dân số của xã này là 489 người.